# Punta Ollivant
La punta Ollivant es una punta que marca el extremo sur de la isla Saunders en las islas Sandwich del Sur. La Dirección de Sistemas de Información Geográfica de la provincia de Tierra del Fuego cita la punta en las coordenadas 57°48′26″S 26°23′17″O / -57.80722, -26.38806.

## Historia
La punta fue nombrada en 1964 por el Comité de Topónimos Antárticos del Reino Unido por el capitán Martin S. Ollivant de la Royal Navy al mando del HMS Protector, que cartografió la isla ese año.
La isla nunca fue habitada ni ocupada, y es reclamada por el Reino Unido como parte del territorio británico de ultramar de las Islas Georgias del Sur y Sandwich del Sur y por la República Argentina, que la hace parte del departamento Islas del Atlántico Sur dentro de la provincia de Tierra del Fuego, Antártida e Islas del Atlántico Sur.